# Prophetstown, Illinois
Prophetstown là một thành phố thuộc quận Whiteside, tiểu bang Illinois, Hoa Kỳ. Năm 2010, dân số của thành phố này là 2080 người.

## Dân số
Dân số qua các năm:
- Năm 2000: 2023 người.
- Năm 2010: 2080 người.